# Vittore Gottardi
Vittore Gottardi (Caslano, Ticino kanton, 1941. szeptember 24. – Gentilino, 2015. december 18.) svájci válogatott labdarúgó.

## Pályafutása

### A válogatottban
1966 és 1967 között 4 alkalommal szerepelt a svájci válogatottban. Részt vett még az 1966-os világbajnokságon.

## Sikerei, díjai
Lausanne-Sport
- Svájci kupa (1): 1963–64

FC Lugano
- Svájci kupa (1): 1967–68